# Adelaides sexdagars
Adelaides sexdagars var ett australiskt sexdagarslopp i bancykling som avhölls i Adelaide vid sex tillfällen från 1960 till 1967. Tävlingen hölls utomhus på Norwood Velodrome.

## Podieplaceringar
| År                  | Vinnare                       | Tvåa                              | Trea                             |
| 1960/1961 nov./dec. | John Green John Young         | Peter Panton Claus Stiefler       | Ron Grenda Fred Roche            |
| 1961/1962 nov./dec. | Keith Reynolds Colin Shaw     | John Green Barry Vale             | John Adams Jack Sommer           |
| 1962/1963 dec.      | Giuseppe Ogna Nino Solari     | Dennis Patterson Sidney Patterson | Warwick Dalton Trevor Skinner    |
| 1963/1964 dec.      | Nino Solari Sidney Patterson  | Frank Micich John Tressider       | Harry Gould Neville Veale        |
| 1964/1965 mar.      | Leandro Faggin Jack Ciavola   | Ferdinando Terruzzi Nino Solari   | Charly Walsh John Young          |
| 1965/1966           | ej avhållet                   |                                   |                                  |
| 1966/1967 mar./apr. | Charly Walsh Sidney Patterson | Robert Ryan Jack Ciavola          | Sergio Bianchetto Leandro Faggin |